# Phacelia dubia
Phacelia dubia là loài thực vật có hoa trong họ Mồ hôi. Loài này được (L.) Trel. miêu tả khoa học đầu tiên năm 1891.